# Christian Wade
Christian Wade (Slough, 15 de mayo de 1991) es un jugador británico de rugby que se desempeña como wing. Actualmente juega para el Gloucester Rugby de la Premiership Rugby. A partir de la temporada 2025-26 jugará en el Wigan Warriors de la Super League de rugby league. 
Entre 2019 y 2022 jugó al fútbol americano para los Buffalo Bills como running back.
Debido a su rápida aceleración, movimiento de cintura y alta velocidad, es considerado como uno de los backs más prolíficos del Mundo en la actualidad.

## Carrera
Debutó con los London Wasps en la segunda mitad de la temporada 2010–11. Actualmente es un jugador titular en su club, fue determinante en la obtención del subcampeonato en la Aviva Premiership 2016–17 tras la derrota de su equipo a manos de los Exeter Chiefs y fue el máximo anotador de tries de esta temporada con 17.
En 2018, Wade dejó el rugby para seguir una carrera en el fútbol americano. Firmó con los Buffalo Bills de la National Football League (NFL) el 8 de abril de 2019.

## Selección nacional
Fue convocado al XV de la Rosa para enfrentar a los Pumas en junio de 2013 ya que el seleccionado no contaba con sus estrellas, porque éstas se encontraban con los British and Irish Lions y participando de la Gira a Australia 2013. En total, por ahora solo jugó un partido y no marcó tries.